# Kálmánháza
Kálmánháza là một thị trấn thuộc hạt Szabolcs-Szatmár-Bereg, Hungary. Thị trấn này có diện tích 37,24 km², dân số năm 2010 là 2021 người, mật độ 54 người/km².